# Portal Tomb von Drumhawnagh

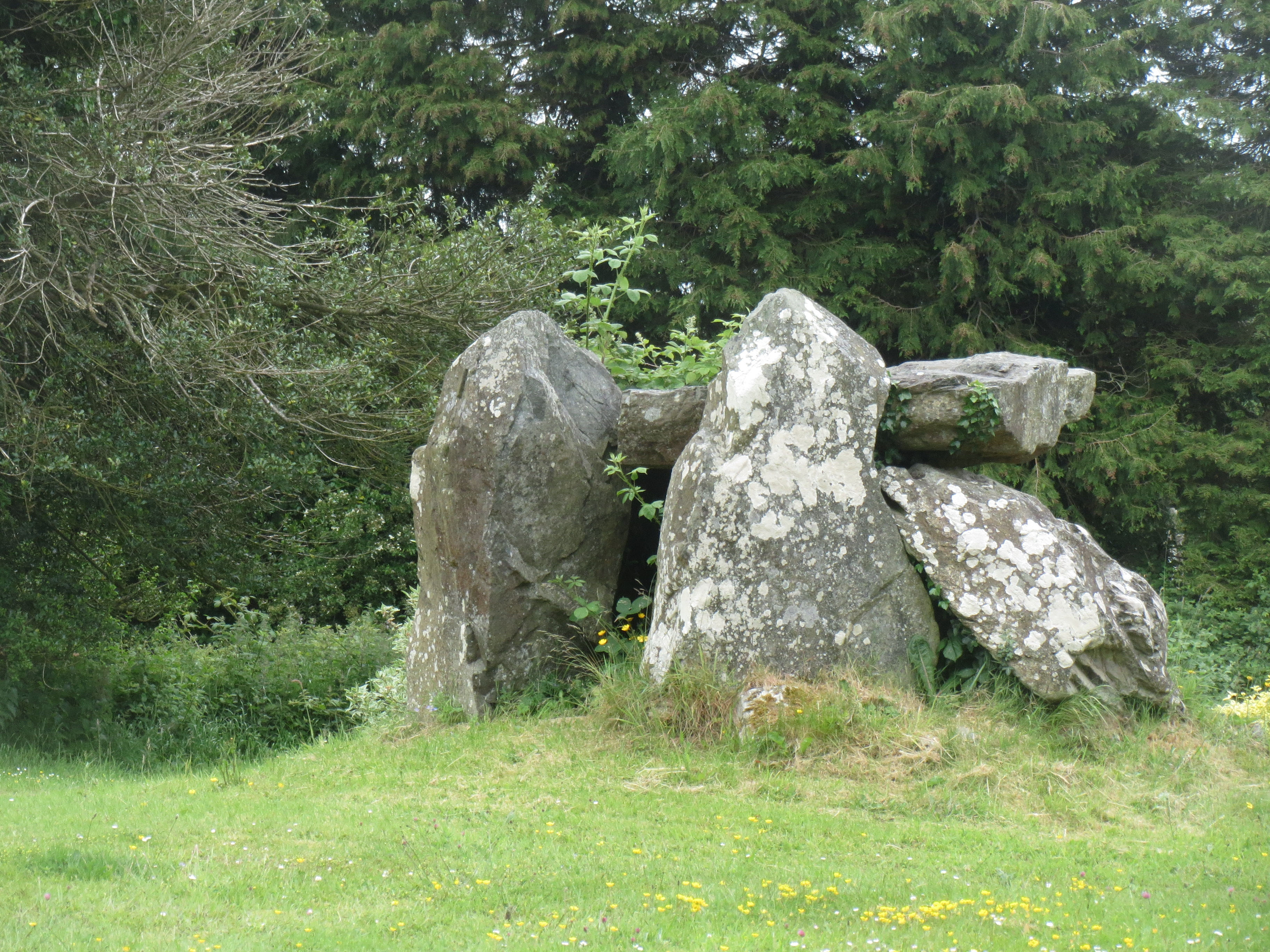
Portal Tomb von Drumhawnagh

Das Portal Tomb von Drumhawnagh (auch Druid’s Altar genannt) liegt im Townland Drumhawnagh (irisch Druim Thamhnach) im Dorf Loughduff (An Lathaigh Dhubh) im County Cavan in Irland. Als Portal Tombs werden auf den Britischen Inseln Megalithanlagen bezeichnet, bei denen zwei gleich hohe, aufrecht stehende Steine mit einem Türstein dazwischen, die Vorderseite einer Kammer bilden, die mit einem zum Teil gewaltigen Deckstein bedeckt ist.
Das Portal Tomb liegt im Garten eines modernen Hauses. Die polygonale Kammer ist etwa 2,3 m lang und hinter den Portalsteinen 2,0 m breit und verengt sich auf 1,1 m am Ende. Sie besteht aus zwei Portalsteinen, zwei Seitensteinen, einem etwa 1,25 m hohen Endstein und dem nicht in situ aufliegenden etwa 1,9 × 1,8 m messenden, 20 cm dicken Deckstein. Die beiden Portalsteine sind etwa 1,55 m hoch und stehen 0,75 m auseinander. Ein Seitenstein und der Endstein sind stark einwärts geneigt.